# NGC 1340
NGC 1340 este o galaxie eliptică situată în constelația Cuptorul. A fost descoperită în 1790 de către William Herschel. Se află la o distanță de 18,62 megaparseci de Pământ.